# Giuseppe Rodoero
Giuseppe Rodoero (1643-1699) fue un prelado católico que se desempeñó como Obispo de Acerra (1697-1699).

## Biografía
Giuseppe Rodoero nació el 18 de octubre de 1643. El 1 de julio de 1697, fue nombrado durante el papado del Papa Inocencio XII como obispo de Acerra. El 7 de julio de 1697, fue consagrado obispo por Bandino Panciatici, cardenal-sacerdote de San Pancracio, con Prospero Bottini, arzobispo titular de Myra, y Marcello d'Aste, arzobispo titular de Atenas, como co-consagradores. Se desempeñó como obispo de Acerra hasta su muerte en octubre de 1699.